# 石塚恵子のSomething4 Saturday
石塚恵子のSomething4 Saturday（いしづかけいこのサムシングフォーサタデー）は、ミュージックバードで、2006年7月1日から2009年3月28日まで放送されていた番組。放送時間は、毎週土曜日の16:00～17:55（JST）。また、一部のコミュニティ放送局でもネットされていた。
2009年4月からは時間枠が移動し、番組タイトルは石塚恵子のSomething4 Sundayとなった。

## 概要
石塚恵子をパーソナリティとして、音楽や、「今週のテーマ」などのトークを繰り広げる。

## タイムテーブル（2007年7月）
- 16:00-16:07 オープニング・音楽
- 16:07-16:15 キーワード紹介・音楽
- 16:15-16:18 「今週のおけいの出来事」
- 16:18-16:30 リクエスト曲

- 17:00-17:07 後半オープニング・音楽
- 17:07-17:10 リスナーメッセージ
- 17:10-17:25 「ミュージック・ダイアリー」
- 17:25-17:35 「なぞなぞにLet's Try」・音楽
- 17:35-17:50 リスナーメッセージ・音楽
- 17:50-17:55 エンディング

## コーナー
- ミュージック・ダイアリー

放送日に関係する音楽を紹介。
- なぞなぞにLet's Try

リスナーから送られてきたなぞなぞを、他のリスナーと解く。